# Szpital Powiatowy w Prudniku
Szpital Powiatowy w Prudniku – szpital w Prudniku położony przy ulicy Piastowskiej 64.
Właścicielem szpitala jest Prudnickie Centrum Medyczne S.A. z siedzibą przy ulicy Szpitalnej 14.

## Historia

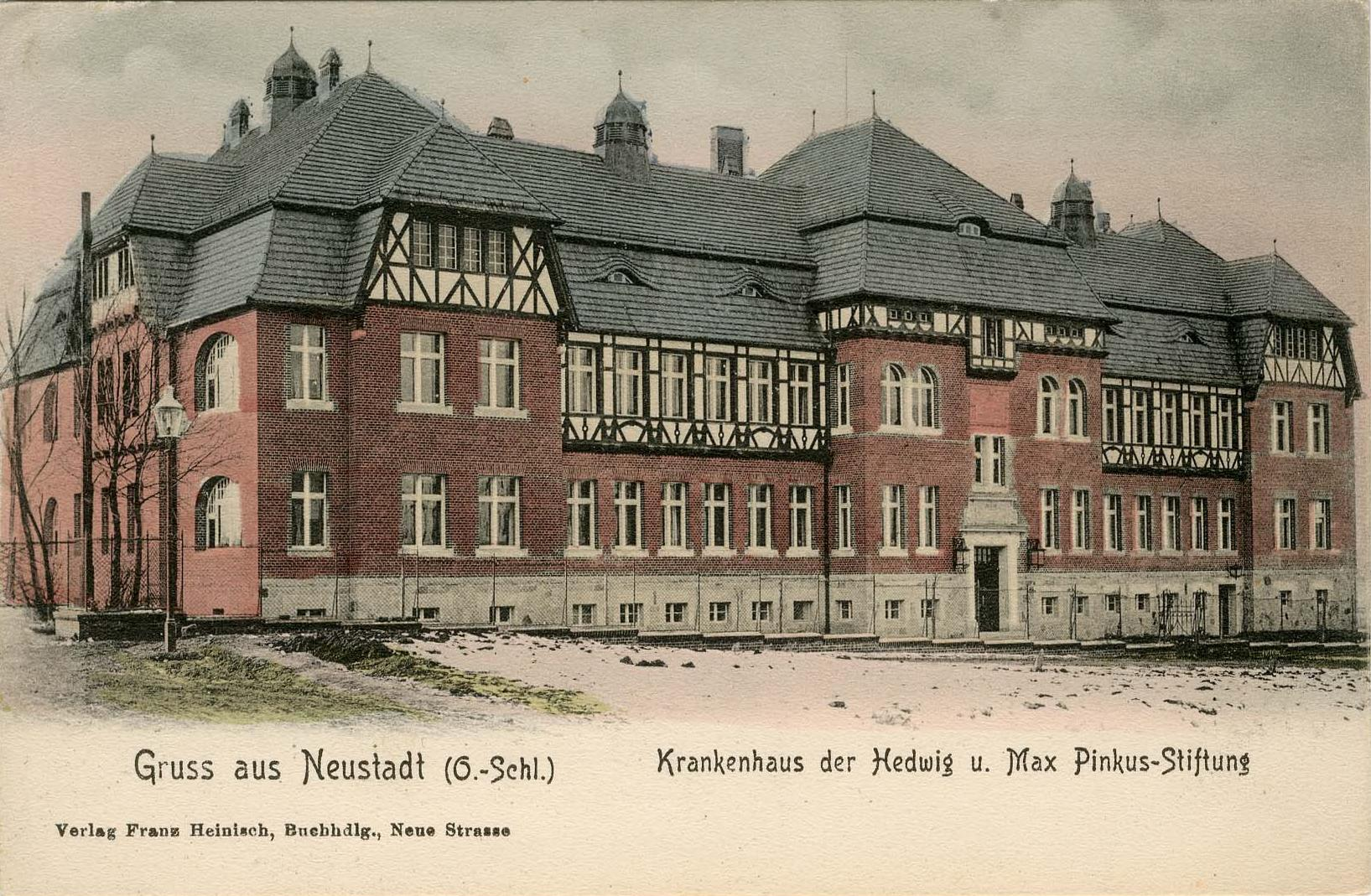
Hedwig und Max Pinkus Stift na pocztówce z 1910

Budynek szpitala został wzniesiony w latach 1903–1904 przez firmę „Ehrlich” z Wrocławia z inicjatywy prudnickiego przedsiębiorcy Maxa Pinkusa i jego żony Hedwig, którzy w całości pokryli koszty budowy. Została mu nadana nazwa Hedwig und Max Pinkus Stift i świadczył swoje usługi głównie pracownikom tkalni lnu i adamaszku „S. Fränkel” (późniejsze ZPB „Frotex” przy obecnej ul. Nyskiej).
W 1910 Pinkusowie przekazali szpital miastu w celu zaoszczędzenia władzom Prudnika kosztownej inwestycji polegającej na budowie nowego szpitala miejskiego (w znajdującym się od 1866 szpitalu przy ul. Młyńskiej panowała już ciasnota). Wraz ze szpitalem władza otrzymała również dwie działki oraz 100 000 marek, które miały być przekazane na utrzymanie chirurga.
Przed rozpoczęciem I wojny światowej do budynku dobudowano południowe skrzydło, a także wzniesiono osobny budynek z oddziałem dla zakaźnie chorych. Funkcjonowanie szpitala było do 1920 finansowane przez Maxa Pinkusa. Umowa, którą zawarł z magistratem gwarantowała przyjmowanie przez placówkę chorych członków załogi zakładów „S. Fränkel” oraz członków rodziny Fränkli i Pinkusów. Fabryka „S. Fränkel” zaopatrywała szpital w prąd do 1922, kiedy w Prudniku wybudowano zakład energetyczny.
Pod koniec lat 20. XX wieku w budynku znajdowało się od 150 do 160 miejsc dla chorych. Oprócz tego posiadał poradnię leczenia gruźlicy i chorób płuc. Do dyspozycji był aparat rentgenowski i ambulans.
W 1950 dyrektorstwo szpitala w Prudniku utworzyło izby porodowe w Racławicach Śląskich, Zielinie, Moszczance, Skrzypcu, Rudziczce, Strzeleczkach i Białej Prudnickiej.
W czasie powodzi tysiąclecia, 9 lipca 1997 do szpitala w Prudniku ewakuowano pociągiem pediatrię, chirurgię urazową i chirurgię ogólną ze szpitala w Nysie, łącznie ok. 150 pacjentów. Szpitale w Prudniku i Nysie kontaktowały się ze sobą za pomocą radiostacji. Do czasu przybycia pociągu karetkami z Nysy przywieziono do Prudnika 27 kobiet i 8 noworodków na oddział położniczy. Ze stacji kolejowej do szpitala przewieziono chorych dwudziestoma karetkami.

## Prudnickie Centrum Medyczne
Na początku XXI wieku podjęto próby restrukturyzacji zadłużonego SP ZOZ ZOZ w Prudniku, które nie przyniosły rezultatu. 28 maja 2004 Rada Powiatu Prudnickiego podjęła uchwały w sprawie likwidacji SP ZOZ ZOZ. W celu zapewnienia świadczenia usług medycznych dla ludności, 17 kwietnia 2004 Rada Powiatu zdecydowała o utworzeniu Prudnickiego Centrum Medycznego S.A. w Prudniku. Powiat Prudnicki objął w posiadanie 100% udziału w kapitale zakładowym. 20 sierpnia 2004 Prudnickie Centrum Medyczne zostało zarejestrowane w Krajowym Rejestrze Sądowym, a 31 sierpnia 2004 aktem notarialnym utworzono Niepubliczny Zakład Opieki Zdrowotnej.
Świadczenia udzielane przez spółkę Prudnickie Centrum Medyczne są bezpłatnie w ramach kontraktu z Narodowym Funduszem Zdrowia dla pacjentów ubezpieczonych w Publicznym Systemie Opieki Zdrowotnej, oraz komercyjne.

### Prezesi
1. Anna Nowakowska (kwiecień 2004 – styczeń 2008)[10]
2. Dariusz Madera (czerwiec 2008 – marzec 2013)[11][12]
3. Anatol Majcher (maj 2013 – grudzień 2014)[13][14]
4. Andrzej Mazur (luty 2015 – sierpień 2015)[15][16]
5. Marek Labus (październik 2015 – lipiec 2016)[17][18]
6. Wiesława Gajewska (wrzesień 2016 – kwiecień 2019)[19][20]
7. Dariusz Brzeziński (maj 2019 – czerwiec 2020)[21][22]
8. Witold Rygorowicz (czerwiec 2020 – kwiecień 2022)[23][24]
9. Ryszard Brzozowski (od maja 2022)[25]

## Oddziały
- Oddział chorób wewnętrznych (35 łóżek)[26]
- Oddział chirurgii ogólnej (30 łóżek)[27]
- Oddział pediatryczny (16 łóżek)[28]
- Oddział ginekologii planowej (8 łóżek)[29]
- Blok operacyjny[30]
- Dział Farmacji Szpitalnej[31]
- Zespół Kontroli Zakażeń Szpitalnych[32]
- Komitet Kontroli Zakażeń Szpitalnych[32]
- Szkoła Rodzenia[33].

## Poradnie specjalistyczne
- Poradnia chirurgii ogólnej[34]
- Poradnia dermatologiczna[35]
- Poradnia kardiologiczna[36]
- Poradnia neurologiczna[37]
- Poradnia onkologiczna[38]
- Poradnia ortopedii i traumatologii ruchu[39]
- Poradnia preluksacyjna[40]
- Poradnia proktologiczna[41]
- Poradnia uzależnienia i współuzależnienia od alkoholu[42]
- Poradnia zdrowia psychicznego[43]
- Poradnia endokrynologiczna[44]
- Poradnia chorób wewnętrznych[45]
- Poradnia rehabilitacji ambulatoryjnej[46]
- Poradnia ginekologiczno-położnicza[47]
- Nocna i Świąteczna Opieka Zdrowotna[48].

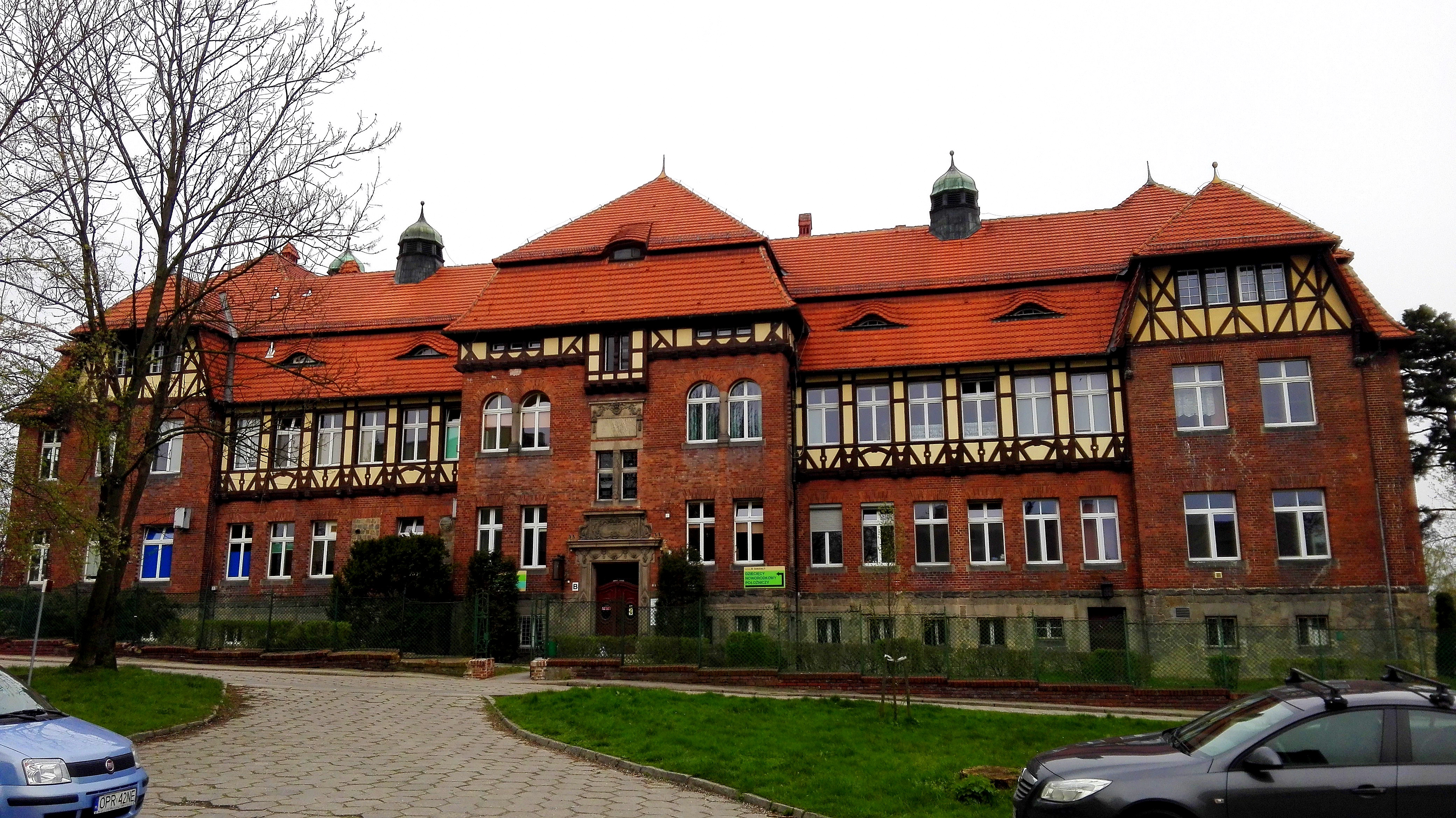
Wejście do szpitala od strony ul. Szpitalnej (kwiecień 2017)
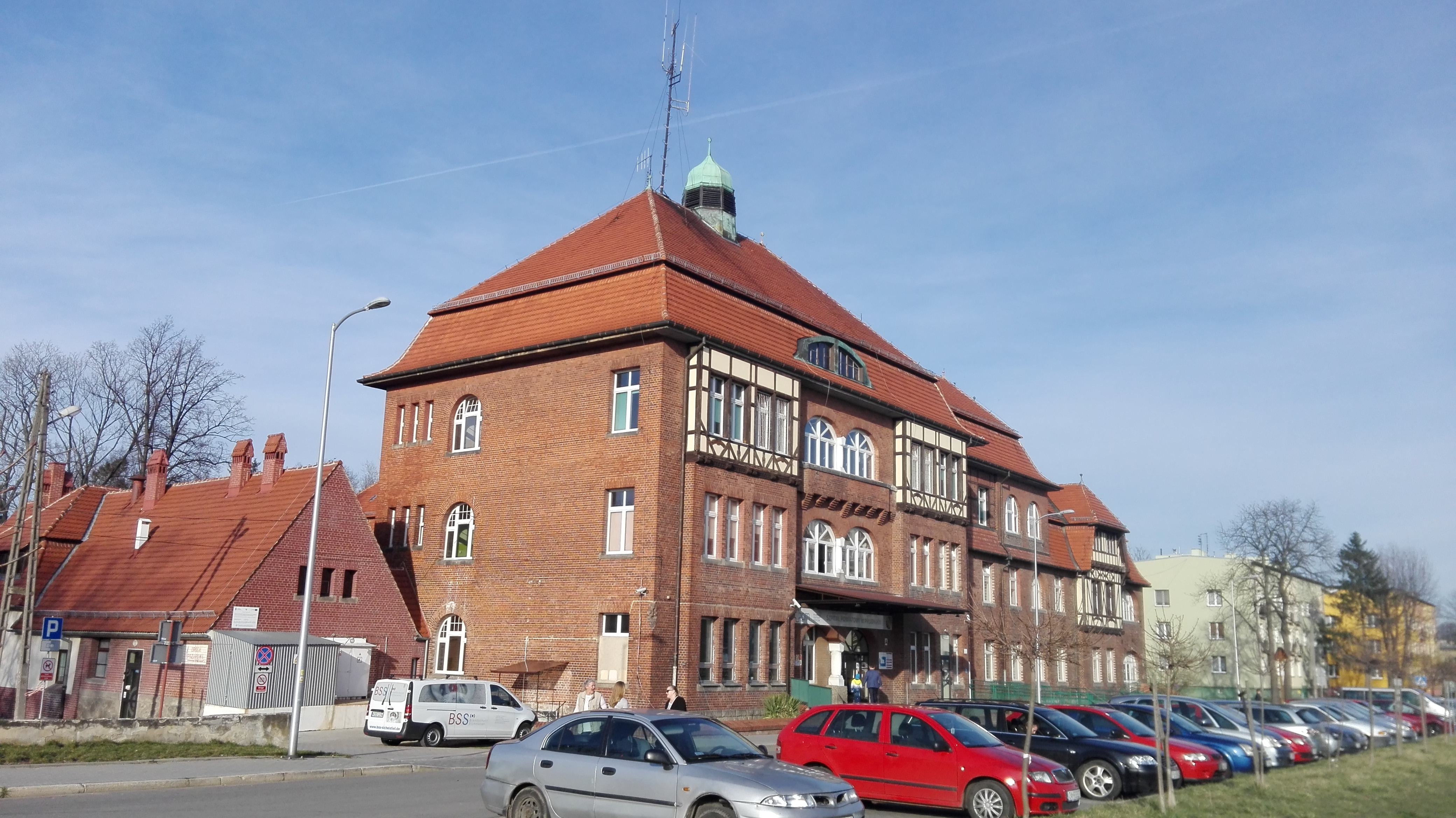
Szpital od strony ul. Piastowskiej (marzec 2019)